# Lány 50 méteres gyorsúszás a 2010. évi nyári ifjúsági olimpiai játékokon
A 2010. évi nyári ifjúsági olimpiai játékokon az úszás lány 50 méteres gyorsúszás versenyszámát augusztus 19-én és 20-án rendezték meg a Singapore Sports Schoolban.

## Előfutamok

### 1. Futam
| H  | P | Név                  | Nemzet    | Idő   | Mj |
| -- | - | -------------------- | --------- | ----- | -- |
| 1. | 5 | Madhawee Weerathunga | Srí Lanka | 29.71 |    |
| 2. | 4 | Zahra Pinto          | Malawi    | 31.08 |    |
| 3. | 3 | Dahirou Zoubaydat    | Kamerun   | 45.22 |    |

### 2. Futam
| H  | P | Név                | Nemzet       | Idő   | Mj |
| -- | - | ------------------ | ------------ | ----- | -- |
| 1. | 4 | Zeineb Khalfallah  | Tunézia      | 27.19 |    |
| 2. | 3 | Kathryn Millin     | Szváziföld   | 28.50 |    |
| 3. | 6 | Mercedes Milner    | Zambia       | 28.93 |    |
| 4. | 5 | Maria Lopez        | Bolívia      | 29.93 |    |
| 5. | 2 | Ayesha Marie Noel  | Grenada      | 30.96 |    |
| 6. | 7 | Angelika Ouedraogo | Burkina Faso | 36.29 |    |

### 3. Futam
| H  | P | Név                       | Nemzet            | Idő     | Mj |
| -- | - | ------------------------- | ----------------- | ------- | -- |
| 1. | 3 | Bria Deveaux              | Bahama-szigetek   | 28.27   |    |
| 2. | 6 | Fabiola Espinoza          | Nicaragua         | 28.90   |    |
| 3. | 5 | Celeste Brown             | Cook-szigetek     | 29.40   |    |
| 4. | 2 | Mariam Muhammad Ali Foum  | Tanzánia          | 30.51   |    |
| 5. | 1 | Reni Jani                 | Albánia           | 30.99   |    |
| 6. | 8 | Hagar Kabua               | Marshall-szigetek | 33.82   |    |
| 7. | 7 | Marie Claudine Iradukunda | Ruanda            | 39.62   |    |
| 8. | 4 | Josephine Blamo           | Libéria           | 1:02.67 |    |

### 4. Futam
| H  | P | Név                           | Nemzet          | Idő   | Mj |
| -- | - | ----------------------------- | --------------- | ----- | -- |
| 1. | 4 | Sylvia Tanya Atieno Brunlehna | Kenya           | 28.55 |    |
| 2. | 5 | Sabine Hazboun                | Palesztina      | 29.44 |    |
| 3. | 3 | Maria Gibbons                 | Palau           | 31.43 |    |
| 4. | 8 | Zeynab Ba                     | Szenegál        | 31.85 |    |
| 5. | 6 | Jennet Saryyeva               | Türkmenisztán   | 32.27 |    |
| 6. | 7 | Rayleen David                 | Mikronézia      | 32.32 |    |
| 7. | 2 | Aminath Shajan                | Maldív-szigetek | 32.81 |    |
| 8. | 1 | Yanet Gebremedhin             | Etiópia         | 34.84 |    |

### 5. Futam
| H  | P | Név                     | Nemzet           | Idő   | Mj |
| -- | - | ----------------------- | ---------------- | ----- | -- |
| 1. | 3 | Maria Lopez Nery Huerta | Paraguay         | 27.98 |    |
| 2. | 5 | Bayan Jumah             | Szíria           | 28.18 |    |
| 3. | 4 | Amel Melih              | Algéria          | 28.23 |    |
| 4. | 8 | Amanda Jia Xin Liew     | Brunei           | 28.25 |    |
| 5. | 2 | Karlene Theodora        | Holland Antillák | 28.36 |    |
| 6. | 1 | Dayana Castro           | Costa Rica       | 28.60 |    |
| 7. | 6 | Siona Huxley            | Saint Lucia      | 28.81 |    |
| 8. | 7 | Rohane Crichton         | Nyugat-Szamoa    | 31.74 |    |

### 6. Futam
| H  | P | Név                          | Nemzet           | Idő   | Mj  |
| -- | - | ---------------------------- | ---------------- | ----- | --- |
| 1. | 5 | Gabriela Nikitina            | Lettország       | 27.10 |     |
| 2. | 7 | Karen Sif Vilhjalmsdotter    | Izland           | 27.55 |     |
| 3. | 2 | Diana Chang                  | Ecuador          | 27.65 |     |
| 4. | 3 | Kiera Janzen                 | Egyesült Államok | 27.93 |     |
| 5. | 8 | Hristina Muncheva            | Bulgária         | 27.97 |     |
| 6. | 6 | Tiana Tasevska               | Macedónia        | 28.11 |     |
| 7. | 4 | Maria Carolina da Costa Rosa | Portugália       | 28.38 |     |
|    | 1 | Yulduz Kuchkarova            | Üzbegisztán      |       | DSQ |

### 7. Futam
| H  | P | Név                    | Nemzet        | Idő   | Mj |
| -- | - | ---------------------- | ------------- | ----- | -- |
| 1. | 5 | Anna Santamans         | Franciaország | 25.74 | Q  |
| 2. | 4 | Emma McKeon            | Ausztrália    | 25.85 | Q  |
| 3. | 3 | Manon Minneboo         | Hollandia     | 26.44 | Q  |
| 4. | 2 | Lotta Nevalainen       | Finnország    | 26.85 | Q  |
| 5. | 6 | Yu Wai Tang            | Hongkong      | 26.92 | Q  |
| 6. | 7 | Isabella Arcila        | Kolumbia      | 27.04 | Q  |
| 7. | 1 | Ana de Pinho Rodrigues | Portugália    | 27.20 |    |
| 8. | 8 | Katarina Simonović     | Szerbia       | 27.23 |    |

### 8. Futam
| H  | P | Név                          | Nemzet        | Idő   | Mj |
| -- | - | ---------------------------- | ------------- | ----- | -- |
| 1. | 4 | Alessandra Marchioro         | Brazília      | 26.34 | Q  |
| 2. | 5 | Lovisa Eriksson              | Svédország    | 26.41 | Q  |
| 3. | 7 | Ingibjorg Kristin Jonsdottir | Izland        | 26.87 | Q  |
| 4. | 2 | Lauren Earp                  | Kanada        | 26.96 | Q  |
| 5. | 1 | Chinyere Pigot               | Suriname      | 27.00 | Q  |
| 6. | 3 | Lina Rathsack                | Németország   | 27.07 | Q  |
| 7. | 6 | Katriin Kersa                | Észtország    | 27.20 |    |
| 8. | 8 | Natalia Pawlaczek            | Lengyelország | 27.42 |    |

### 9. Futam
| H  | P | Név                  | Nemzet           | Idő   | Mj  |
| -- | - | -------------------- | ---------------- | ----- | --- |
| 1. | 4 | Tang Yi              | Kína             | 26.00 | Q   |
| 2. | 5 | Carolina Bergamaschi | Brazília         | 26.35 | Q   |
| 3. | 3 | Xiang Qi Amanda Lim  | Szingapúr        | 26.61 | Q   |
| 4. | 2 | Nicol Samsonyk       | Izrael           | 26.91 | Q   |
| 5. | 7 | Jasmine Alkhaldi     | Fülöp-szigetek   | 27.10 |     |
| 6. | 8 | Sarah Rolko          | Luxemburg        | 27.45 |     |
|    | 1 | Aksana Dziamidava    | Fehéroroszország |       | DNS |
|    | 6 | Sarah Wegria         | Belgium          |       | DNS |

## Elődöntő

### 1. Futam
| H  | P | Név                          | Nemzet      | Idő   | Mj |
| -- | - | ---------------------------- | ----------- | ----- | -- |
| 1. | 4 | Emma McKeon                  | Ausztrália  | 25.60 | Q  |
| 2. | 5 | Alessandra Marchioro         | Brazília    | 25.85 | Q  |
| 3. | 6 | Xiang Qi Amanda Lim          | Szingapúr   | 26.14 | Q  |
| 4. | 3 | Lovisa Eriksson              | Svédország  | 26.32 | Q  |
| 5. | 2 | Ingibjorg Kristin Jonsdottir | Izland      | 26.47 |    |
| 6. | 7 | Yu Wai Tang                  | Hongkong    | 26.64 |    |
| 7. | 1 | Chinyere Pigot               | Suriname    | 26.69 |    |
| 8. | 8 | Lina Rathsack                | Németország | 26.76 |    |

### 2. Futam
| H  | P | Név                  | Nemzet        | Idő   | Mj |
| -- | - | -------------------- | ------------- | ----- | -- |
| 1. | 4 | Anna Santamans       | Franciaország | 25.48 | Q  |
| 2. | 5 | Tang Yi              | Kína          | 25.68 | Q  |
| 3. | 3 | Carolina Bergamaschi | Brazília      | 26.13 | Q  |
| 4. | 6 | Manon Minneboo       | Hollandia     | 26.25 | Q  |
| 5. | 2 | Lotta Nevalainen     | Finnország    | 26.60 |    |
| 6. | 1 | Lauren Earp          | Kanada        | 26.62 |    |
| 7. | 7 | Nicol Samsonyk       | Izrael        | 27.01 |    |
| 8. | 8 | Isabella Arcila      | Kolumbia      | 29.77 |    |

## Döntő
| H     | P | Név                  | Nemzet        | Idő   | Mj |
| ----- | - | -------------------- | ------------- | ----- | -- |
| Arany | 3 | Tang Yi              | Kína          | 25.40 |    |
| Arany | 4 | Anna Santamans       | Franciaország | 25.40 |    |
| Bronz | 5 | Emma McKeon          | Ausztrália    | 25.61 |    |
| 4.    | 6 | Alessandra Marchioro | Brazília      | 25.92 |    |
| 5.    | 8 | Lovisa Eriksson      | Svédország    | 25.96 |    |
| 6.    | 7 | Xiang Qi Amanda Lim  | Szingapúr     | 26.05 |    |
| 7.    | 2 | Carolina Bergamaschi | Brazília      | 26.24 |    |
| 8.    | 1 | Manon Minneboo       | Hollandia     | 26.35 |    |

## Fordítás
Ez a szócikk részben vagy egészben  a   Swimming at the 2010 Summer Youth Olympics – Girls' 50 metre freestyle című angol Wikipédia-szócikk fordításán alapul.  Az eredeti cikk szerkesztőit annak laptörténete sorolja fel. Ez a jelzés csupán a megfogalmazás eredetét és a szerzői jogokat jelzi, nem szolgál a cikkben szereplő információk forrásmegjelöléseként.